# 安斎肇
安齋 肇（あんざい はじめ、1953年12月21日 - ）は、日本のイラストレーター、アートディレクター、ミュージシャン、ソラミミスト（後述）。血液型はO型。

## 略歴
東京都出身。父は肖像画家で100歳を超えても現役を続けた安斎知行（1921 - 2022）。叔父は立命館大学特命教授・名誉教授の安斎育郎。幼い頃から父の影響で画家を志す。二科展に入選したことがある。 
1975年桑沢デザイン研究所修了。1976年麹谷・入江デザイン室入社、1979年SMSレコードデザイン室勤務、1982年フリーとなる。1998年、村松利史、温水洋一らと株式会社エッグパラダイス内にマネージメント・オフィス「ワン・ツゥ・スリー」を設立・所属。以降広告・雑誌・映像作品等で幅広くデザインを手がけている。東京イラストレーターズ・ソサエティ会員。

## 人物
- イラストレーターを生業にしているが、子供のときから風景が駄目で写生大会では全く描けなかった。あるとき見かねた画家の父が代筆したが、それは子供のレベルを遙かに超えているモノであった。その絵を仕方なく提出したものの教師の絶賛に心苦しく真相を吐露して許しを請うたが、インチキの罰にそのまま褒賞されると言う晒し者の刑を受けた。
- 1993年5月28日放送分の『タモリ倶楽部』内「空耳アワー」のコーナーで、プリンスのBatdanceの"Don't stop dancin'"という歌詞が「農協牛乳」に聞こえると紹介された際、安斎は農協牛乳のパッケージデザインにかかわったことを明かした。インタビューによると、安斎が在籍していたデザイン事務所がパッケージデザインを受注し、安斎は「農協牛乳」の文字の角を整え、フォントに丸みを帯びさせるといったアシスタント業務を担当した[6]。
- かつてはロングヘアがトレードマークであった。1993年7月23日放送分の『タモリ倶楽部』の企画「安斎肇 涙の断髪式」にて、七三分けに散髪されたことがある[7]。現在はセミロング風のヘアスタイルである。
- 2006年12月、NHK『みんなのうた』で「安齋肇とフーレンズ」名義で「ホャホャラー」を歌う。同時にイラスト、アニメーションも担当。
- みうらじゅんとのユニット「勝手に観光協会」や自身のバンド「チョコベビーズ」において音楽活動も行っている。みうらとはJ-WAVEにてGOLDEN TIMEのパーソナリティを務めていた。シールのコレクターであり、シールをデザインした人の一生懸命さを思うあまりシールが捨てられなくなり、買ったものに貼ってあるシールをアドレス帳に貼っていくうちに、そのアドレス帳が何を買ったかの毎日の記録であるシールブックと化したことがある。それらは食べ物、飲み物からCD、割引シールにも至る。剥がしにくいものでも1時間くらいかけて剥がすこともあったという[8]。また「勝手に観光協会」のロケでは、ラベルがシールになっているお土産物を買い漁るシーンがたびたび見られる[9]。
- サッカーファンであり、特に好きな選手はジョージ・ベスト[10]。スカイパーフェクTV!のサッカー関連番組にもたびたびゲスト出演しており、サッカー雑誌「ウイレレ」でコラム連載もしている。
- F1好きであるが、自身は運転免許を所持していない。

## ソラミミスト
1992年より『タモリ倶楽部』の名物コーナー「空耳アワー」にてソラミミスト（進行役）としてレギュラー出演、メインの企画に出演することもある。当初、「空耳」開始の3カ月前に始まった「あなたにも音楽を」というコーナーに、途中から「テーマミュージック評論家」という名義で登場していたが、コーナーそのものの性質が変わり「空耳アワー」になって以降、継続して出演し、肩書が「ソラミミスト」となった。そのためコーナー名が変更された初回は「テーマミュージック評論家」の肩書のままであった。
番組出演依頼に対し「最初は断ろうと思っていたが、レギュラー出演する前に出演交渉に来たディレクターを1時間待たせてしまい断りにくくなってしまったため、出演を続けている」と語っていたことがある。ただし、その後も収録時間に間に合わなかったことが複数回あり、タモリのみやメイン企画のゲスト、空耳アワードのゲストのマーティ・フリードマンが代わりに同席し収録を行ったこともある。
番組で良く取り上げられる空耳常連バンドのMETALLICAがバンド結成当初のアマチュア時代、まだオリジナル楽曲が書き揃えられなかった頃に熱狂的にコピーしていたのは日本のBOWWOW初期のアルバム「HARD DOG」であり、これは安斎がアートワークを手がけた代表作の一つでもある不思議な縁も存在する。

## 遅刻癖
「空耳アワー」では定番ネタになるほど遅刻や作品制作の納期遅れが有名である。ネット検索でも、安斎肇と入力すると予測ワードとして「遅刻」と続いて出てきたこともあったという。
遅刻の原因として、本人が心理カウンセラーに相談したところ、「完全主義者的な傾向があり、一つのことをやり始めるとある程度区切りが付くまでやめられない、本人的にはものすごく慌てているが区切りがつくまでやってしまう」と言われ「時間通りに来れたら自分にご褒美しなさい」とも言われたことから、その後遅刻は減ったという。安斎本人も「身支度しながら、テレビで色々気になることが出始めたりするからその過程で遅れていってしまう」とも話している。遅刻癖が出始めた原因として、親がとても過保護であり、子供の頃学校に行く前にくしゃみをしたら時間が無いのに改めて厚着をさせられ、中学時代も時間がないのに母親に「朝に一杯のお茶は一日の難を逃れるから飲んでから行きなさい」といつも言われていたから、と話している。
かつて役所相手にデザインの仕事をしていたとき、作品制作の遅れが原因で裁判沙汰になりそうになったこともあった。またあまり遅刻し過ぎることから「何分遅れます」と正確な遅刻情報を相手に伝えていたということもあった。
かつてデザイン会社に勤めていた頃、師匠がいないとできないという仕事をしていたが、その師匠はいつも午後12時ぐらいの出社で、安斎は10時に出社しなければいけなかったが、2時間待つのは無駄と思い、準備時間の30分込みで勝手に11時30分出社に変えさせていたとのことで「これは会社のためでも僕のためでもある」と思っていたという。また、桑沢デザイン研究所で学んでいたときも担任に「学校というのは自分で学ぶところであるから、学びたくないのなら来なくていい。その代わりにその間、何を学んだか報告してください。それならば全部出席にします」と言われ、「なんだ行かなくて良いんだ」と感動すら覚えたという。

## 主な作品
- 雑誌「レコード・コレクターズ」の表紙装幀
- 『VOW』のイラスト、キャラクター『VOW BOY』のデザイン
- JA共済「しあわせ夢くらぶ」
- 日本航空「リゾッチャ」
- 象印マホービンの企業キャラクター
- アッコとマチャミの新型テレビ（福岡放送）キャラクターデザイン
- 「やっしー」（衆議院議員・前長野県知事田中康夫の個人キャラクター）
- ミュージック・エクスプレス（NHK BS2）タイトル題字
- JRバス10周年イベント・バス旅フォトラリー「つばめのジャーニー」
- 中川ブロードウェイ・ストリート（テレビ朝日）タイトルデザイン
- ラブ!ラブ!ラブ!-リゾッチャ・パラダイス・ブック-1998年にアスペクトから刊行された安斎肇のはじめて絵本がデジタル絵本（電子書籍）として復刻電子化（2009年）
- タビダチくんがゆく1999年にアスペクトから発売、絵本・第2作目がデジタル絵本（電子書籍）として復刻電子化同時刊行（2009年）
- 宮藤官九郎「WASIMO」イラスト
- Old meets New 東京150年事業（東京都）「カッパバッジ」（2018年）デザイン

アルバムジャケット
- 「ヒゲのテーマ」たかしまあきひこ & エレクトリック・シェーバーズ（1980年） ジャケットデザイン

ジャケット裏を切り取るとヒゲグッズになるのは安斎の発案だが、実際切り取るとジャケットが台無しになるから意味が無かったと後年語っている。
- BOWWOW 『HARD DOG』ジャケットデザイン
- 吉田拓郎のアルバム『ひまわり』（1989年）のジャケットイラスト
- 吉川晃司 『Can't you hear the RAIN DANCE』(『RAIN-DANCEがきこえる』12インチシングル)

### 監督作品
映画
- 変態だ（2016年12月10日公開） [14]

MV
- 高野寛「虹の都へ」

### 音楽作品
- 大人パンク!（2011年リリース）

2008年に安斎肇自らが率いて結成した5人組パンクバンド「LASTORDERZ」の1stアルバム曲。

## 主な出演

### テレビバラエティ
- タモリ倶楽部（テレビ朝日、1992年 - 2023年3月、「空耳アワー」“ソラミミスト”としてレギュラー出演）
- みうらじゅん&安斎肇の勝手に観光協会（EXエンタテイメント→関西テレビ→BSスカパー!、2004年 - 2011年・2019年）
- 笑う洋楽展（NHK BSプレミアム、2013年1月 - 7月・2014年4月 - 2022年12月） - みうらじゅんとのフリートークで進行
- みうらじゅん&安斎肇のゆるキャラに負けない!（東京メトロポリタンテレビジョン、2013年10月 - 2016年12月）
- ゆるキャラQ（東海テレビ放送・GYAO!、2017年7月 - 12月）

ほか多数

### テレビドラマ
- 浪花少年探偵団 第3話（NHK教育、2000年10月21日）「ぜんまい堂」店員 役
- 役者魂! 第7話（フジテレビ、2006年11月28日）友情出演
- おじいさん先生 第11話（フジテレビ、2007年9月22日）
- 藤子・F・不二雄のパラレル・スペース 第１話「値ぶみカメラ」（WOWOW、2008年10月31日）  ‐ 義雄 役
- 誰かが嘘をついている（フジテレビ、2009年10月6日）
- 重版出来!（TBS、2016年5月10日） 作家役[15]
- 家政夫のミタゾノ 第2シリーズ第8話（テレビ朝日、2018年6月8日)  - 渋垣先生
- プラスティック・スマイル（NHK BSプレミアム、2018年11月21日） - 八木沢聖也
- ZIP! 朝ドラマ「泳げ!ニシキゴイ」（日本テレビ、2022年7月19日 - 9月16日） - 長谷川延男 役[16]
- だが、情熱はある 第1話・第2話（2023年4月9日・16日、日本テレビ）

### ラジオ番組
- 安斎肇とみうらじゅんのTR2 Tuesday（J-WAVE、2003年4月 - 2005年3月）
- GOLDEN TIME（J-WAVE、2005年4月 - 2006年3月）
- 大竹まこと ゴールデンラジオ!（文化放送、2007年8月10日）ゲスト
- RADIO ファン倶楽部（レディオ湘南、2012年）パーソナリティ
- Unfactory（FMヨコハマ、2012年5月 - 2013年）アゼミタクローとともにパーソナリティ
- NHKマイあさラジオ→マイあさ!（NHKラジオ第1 / NHKワールド・ラジオ日本、2015年3月31日 - 、毎週日曜日「私のお気に入り」）不定期で「安斎肇のみやげっこ」と題し出演
- アンハジ・ヤマケイのちょめちょめラジオ（FMヨコハマ制作・ポッドキャスト配信、2023年10月 - 11月）山本圭祐とともにパーソナリティ
- キイテル ちょめラジ（FMヨコハマ、2024年4月 - ）

### 映画
- ゴジラ2000 ミレニアム（1999年、東宝） - 列車の客C役[2]
- 冷静と情熱のあいだ（2001年） - 中古レコード店店員役
- サヨナラCOLOR（2005年）
- 男はソレを我慢できない（2006年） - HA★GY役
- 今日の空が一番好き、とまだ言えない僕は（2025年） - カフェのマスター役[17]

### CM
- 日産自動車試乗キャンペーン「のってカンガルー」「低燃費」篇　給油ノズル役（声の出演）
- レイクアルサ「発声練習篇」「ゴルフ篇」（2009年 - 2010年） - 山田優と共演。
- AGF「Blendy」（ナレーション）
- ペディグリー（ナレーション）
- 花王「プリティア」（ナレーション）
- リクルート「じゃらん」（にゃらんの声）
- 丸大食品 燻製屋　（室井滋と共演）
- ガリバー（三井ゆりと共演）
- モンスターストライク「『幽☆遊☆白書』コラボ企画」（2017年）[18]

### テレビアニメ
- わしも WASIMO（ハジメ、ハジメの孫）※安斎はこの作品で絵コンテも担当している[要出典]